# Sigrid Hjertén
Sigrid Hjertén (Sundsvall, 27 ottobre 1885 – Stoccolma, 24 marzo 1948) è stata una pittrice svedese.

## I primi anni
Sigrid Hjertén nacque a Sundsvall il 27 ottobre 1885.
Dopo i primi studi d'arte a Stoccolma, nel 1909 conobbe il suo futuro marito, il pittore Isaac Hirsche Grünewald, che sposò nel 1911.

Per studiare pittura col maestro Henri Matisse, i due artisti andarono a Parigi, dove Hjertén rimase particolarmente colpita dal modo in cui Matisse e Paul Cézanne trattavano il colore.

Tuttavia Hjertén non si accostò mai pienamente alla pittura francese, preferendo l'espressionismo tedesco, in particolare quello di Ernst Ludwig Kirchner: cercando di trovare forme e colori che potessero trasportare su tela le sue emozioni, Hjertén usò allora campi di colore contrapposti con contorni semplificati.
Nel 1912 tornò a Stoccolma col marito, dove cercò di portare le innovazioni artistiche internazionali, rompendo con la tradizione naturalista per concentrarsi sui propri sentimenti e introducendo uno stile caratterizzato da linee espressive, equilibrio e ritmo.

Ma l'aspetto più importante della sua arte fu il colore, visto come mezzo per dare espressione e temperamento alle sue opere; in questo si rintracciano influenze di Henri Matisse, di Marc Chagall, di Paul Cézanne e in parte di Ernst Josephson.

Tra i soggetti preferiti vi è la città di Stoccolma, descritta come una moderna metropoli simile a Parigi, e immagini familiari, soprattutto interni della sua casa in cui spesso compaiono il marito ed il figlio.

Tra le opere del periodo spicca Ateljéinteriör (Interno di atelier) del 1916, in cui Hjertén rivela le difficoltà che ebbe nel combinare le sue differenti identità di artista, donna e madre: è seduta fra due artisti che parlano tra loro, suo marito e Einar Jolin, mentre in primo piano una sofisticata alter ego vestita di nero si intrattiene con l'artista Nils Von Dardel.

Molti critici del tempo, in particolare quelli più tradizionalisti e conservatori, attaccarono aspramente la sua arte, vista come provocatoria, decadente ed infantile.

Molte delle critiche che ricevette erano frutto del pregiudizio in quanto donna; Hjertén dovette lottare per tutta la vita per il proprio riconoscimento artistico, da molti considerato una semplice variante di quello del marito, anch'egli vittima di pregiudizi in quanto ebreo.

## La maturità artistica
Negli anni '20 il suo matrimonio entrò profondamente in crisi: mentre lei passava molto tempo a Parigi, facendo continue escursioni nella campagna francese e nella Riviera italiana per dipingere, il marito visse principalmente a Stoccolma, dove cominciò a condurre una brillante carriera.

Questo fu un periodo relativamente armonioso nell'arte di Hjertén, che partecipò a diverse esposizioni.

Tuttavia verso la fine degli anni '20 i suoi disturbi psicosomatici aumentarono, acuiti dalla solitudine.

Col passare del tempo nella sua arte si nota una crescente tensione che la porta ad usare colori sempre più freddi e scuri, stesi con ricorrenti colpi di pennello diagonali, che contribuiscono a dare alle pitture un senso di angoscia.
Nel 1932 tornò a Stoccolma, continuando a dipingere in modo innovativo opere caratterizzate da toni minacciosi, in cui spesso compaiono nubi di tempesta che danno un senso di abbandono.

Negli anni seguenti la sua arte si fece sempre più espressiva e fortemente carica di significato, quasi a voler acquistare padronanza del proprio caos interiore attraverso il lavoro artistico.

Si dedicò intensamente alla pittura, creando anche un'opera al giorno, in cui si riflette il suo stato d'animo del momento: per questo motivo sono tra loro molto diverse, alcune irradiano orrore mentre altre danno un'impressione calma ed armoniosa.

Dopo il divorzio dal marito nel 1937, la sua salute mentale peggiorò: per l'intensificarsi della malattia mentale, diagnosticata come schizofrenia, fu ricoverata in un ospedale psichiatrico di Stoccolma, dove rimase per il resto della vita.

Dopo il 1938 la sua produzione artistica diminuì.

Hjertén morì a Stoccolma il 24 marzo 1948 per le complicazioni di una lobotomia fallita.